# Sansão de Brechin
Sansão de Brechin foi o primeiro bispo conhecido de Brechin. Ele aparece como testemunha em uma carta concedida pelo rei Davi I da Escócia à comunidade de Deer, registrada nas notitiae nas margens do Livro de Deer. A carta data de algum ponto entre os anos de 1140 e 1153, embora provavelmente possa ser fixada no ano de 1150. Certamente houve um bispado de Brechin em 1150, pois existe outra carta do rei Davi, desta vez concedida ao bispo (sem nome) e Céli Dé de Brechin. Sabe-se que Sansão ainda era bispo no reinado do rei Máel Coluim IV (1153–1165), aparecendo como testemunha até 1165 em uma carta de Ricardo, bispo de Santo André.
Sansão era um clérigo nativo de Brechin. Ele era muito provavelmente filho de Léot, um antigo abade de Brechin, e pai de Domnall, um posterior abade de Brechin. Esta história familiar provavelmente explica as origens do bispado de Brechin, isto é, o bispado de Brechin, como outros bispados escoceses, teve suas origens na antiga comunidade monástica gaélica Céli Dé, e talvez uma família governante hereditária.